# Ferentino
Ferentino település Olaszországban, Lazio régióban, Frosinone megyében. Lakosainak száma 20 048 fő (2023. január 1.). Ferentino Alatri, Fiuggi, Frosinone, Fumone, Morolo, Supino, Acuto, Anagni, Sgurgola és Trivigliano községekkel határos.

## Népesség
A település lakossága az elmúlt években az alábbi módon változott:
| Lakosok száma | 21 131 | 20 992 | 20 048 |
|               | 2017   | 2018   | 2023   |